# Beholder

Ilustración de Tom Wham de un Beholder del Manual de Monstruos de Advanced Dungeons & Dragons, 1977

El beholder (en español, observador o contemplador) es un monstruo ficticio en el juego de rol Dungeons & Dragons. Su apariencia es de una bola de carne flotante con una boca grande, un solo ojo central y varios tentáculos con ojos en la parte superior con poderes mágicos mortales.
El Beholder está entre los más clásicos de los monstruos de Dungeons & Dragons, habiendo aparecido en cada edición del juego desde 1975. Diferentes tipos de beholders tienen diferentes habilidades mágicas. Los Beholders son uno de los pocos monstruos clásicos de Dungeons & Dragons que Wizards of the Coast tiene como Identidad de Producto.

## Historial de publicación
A diferencia de muchos otros monstruos de Dungeons & Dragons, el beholder es una creación original para D&D, ya que no está basado en una criatura de la mitología u otras obras de ficción. Theron Kuntz, el hermano de Rob Kuntz, creó el Beholder, y Gary Gygax lo detalló para su publicación.
El beholder fue introducido por con el primer suplemento de Dungeons & Dragons, Greyhawk (1975), y figura en su portada. Es descrito como una "Esfera de muchos ojos" o "Tirano del Ojo", un globo levitante con diez tentáculos con ojos mágicos. El beholder aparece después en el set de Companion Rules, en el Dungeon Masters Companion: Book Two (1984). En 1991, apareció en el Dungeons & Dragons Rules Cyclopedia.
Con el lanzamiento de Advanced Dungeons & Dragons 1.ª Edición, el beholder apareció en la primera edición del Manual de Monstruos (1977), en donde se lo describe como un monstruo esférico avaro, odioso y agresivo que es encontrado más frecuentemente bajo tierra. Ed Greenwood y Roger E Moore escribieron "La Ecología del Beholder" (en inglés, The Ecology of the Beholder), el cual fue publicado en Dragon #76 (agosto de 1983). Lo suplementos de segunda edición de Advanced Dungeons & Dragons, en especial los de la campaña de Spelljammer, añadieron más detalles sobre las clásicas sociedades y culturas de estas criaturas. Los beholders aparecen de manera importante en Spelljammer, y unúmero de variaciones de la criatura y otras relacionadas fueron introducidas en la campaña Spelljammer: AD&D Adventures in Space, en el folleto Lorebook of the Void (1989). También aparece en el Monstrous Compendium Volume One (1989), y fue reimpreso en el Monstrous Manual (1993). El libro I, Tyrant (1996), y la serie de módulos Monstrous Arcana que lo acompaña, desarrollan más al beholder. I, Tyrant expande la información de los beholders a través de detalles de la historia, religión, cultura, psicología, localidades y otros de la raza.
Basándose en la descripción de Tom Wham en la primera edición del Monster Manual, el artista de TSR Keith Parkinson caracterizó su popular apariencia con escamas de apariencia metálica y tentáculos como de araña con ojos. Jeff Grubb cita el arte de Keith Parkinson como la inspiración para los personajes de beholder creados para la campaña Spelljammer. La xenofobia del beholder hacia otras subrazas de beholders fue añadida luego de que Jim Holloway presentara varios diseños para la nave del beholder y Jeff Grubb decidiera quedarse con todos y utilizar la xenofobia para explicar las diferencias en el estilo de diseño.
La tercera edición de Dungeons & Dragons incluye al Beholder en el Monster Manual (2000) con estadísticas expandidas para este lanzamiento. Variaciones del Beholder aparecen en el Monstrous Compendium: Monsters of Faerun (2001). El beholder luego apareció en el Monster Manual  revisado para la edición 3.5 (2003). El beholder recibió su propio capítulo en el libro Lords of Madness: The Book of Aberrations (2005). Con el lanzamiento de la cuarta edición de Dungeons & Dragons, el beholder volvió a aparecer en el Monster Manual de esta edición (2008), incluyendo el beholder eye of flame y el beholder eye tyrant. Variaciones del beholder también aparecen en el Monster Manual 2 (2009) y el Monster Manual 3 (2010).

## Licencia
El beholder es considerado como "Identidad de Producto" por parte de Wizards of the Coast y como tal no ha sido liberado bajo su Open Game License.

## Descripción física
Un Beholder es una aberración, formada por un cuerpo esférico con una boca grande con colmillos y un solo ojo en el frente y muchos tentáculos flexibles con ojos en la parte superior.
Cada ojo del beholder posee una habilidad mágica diferente; el ojo principal proyecta un cono anti-mágico, y los otros ojos utilizan diferentes habilidades mágicas (desintegración de objetos, transmutación de carne a piedra, sueño, inducción de miedo e infligir herida seria, entre otros). Existen muchas variaciones de especies de beholders. Además, algunos beholders raros pueden utilizar sus ojos para conjurar magias poco comunes; estos beholders por lo general son matados o exiliados por sus partes. Los beholders que desean realizar magia como un mago tradicional abandonan el uso tradicional de sus tentáculos-ojos, y se sacan su ojo central anti-magia, haciendo parias de forma inmediata a estos beholders magos.
En la 4.ª Edición, diferentes razas de Beholders tienen diferentes habilidades mágicas. Beholder Eyes of Flame solo tienen Fear, Fire, y Telekenesis Rays; Eyes of Frost son lo mismo, con el fuego siendo reemplazado por hielo. El Beholder Eye Tyrant casi no cambia en relación con los beholders tradicionales, pero el Rayo de la Muerte causa daño necrótico continuo en lugar de una muerte instantánea, y el Rayo Desintegrador no mata en forma automática a su objetivo. Otros tipos de Beholder tienen cada uno sus propios tipos de habilidades. En esta edición, el ojo central del Beholder no cancela la magia, sino que perturba y causa algún tipo de vulnerabilidad a su víctima.

## Sociedad
Los Beholders son extremadamente xenófobos. En ocasiones toman miembros de otras razas, no beholders, como esclavos; sin embargo, también van a la guerra con grupos de su misma especie que son solo un poco diferente a ellos. Este intenso odio a otros beholders no es universal; las más importantes excepciones son las Hive Mothers, las cuales utilizan sus poderes de control de mentes para crear nidos con beholders de todo tipo. Las comunidades de Beholders en el Underdark hacen la guerra regularmente cuando son provocadas contra cualquiera y todos los asentamientos cercanos, en contra la mayor resisentcia en los grupos de drows e ilítidos.
Los beholders adoran a su desquiciada y controladora diosa conocida como la Gran Madre, aunque algunos también, o en su lugar, adoran a su hijo rebelde, Gzemnid, el dios beholder de los gases.
Algunos tipos de beholders han mutado mucho más allá de la apariencia inicial de estas criaturas. Estos son beholders aberrantes, de los cuales hay numerosos tipos diferentes. Estos aberrantes puede que tengan diferentes habilidades o apariencias pero su característica común es la misma: cuentan con un cuerpo carnoso simple con uno o más ojos grotescos.

## En las campañas

### Forgotten Realms
Los beholders son personajes importantes especialmente en las campañas de Forgotten Realms, en donde se infiltran e intentan tomar control de muchos sectores de la sociedad muchos beholders son llamados Zhentarim, algunos trabajan con los Magos Rojos de Thay, y un beholder poderoso en particular, conocido "El Ojo" o "Xanathar" controla al influyente Gremio de Ladrones de Xanathar en Skullport. Los beholders también compiten por el control del Underdark, de donde la mayoría de ellos proviene, con su centro de poder en la Ciudad de los Ojos Tiranos, Ootul.

### Spelljammer
Según Ken Rolston, el beholder y el deshollador de mentes "ganarían roles protagónicos como amenazas intergalácticas" en Spelljammer, y observa que los beholders, "con sus abundantes poderes mágicos, son tal vez la raza de guerreros más formidable del universo, pero afortunadamente están muy ocupados matándose entre ellos para ser una amenaza a las otras especies galácticas.".
Los Beholders son anatagonistas comunes de la campaña Spelljammer, al igual que los mortales neogi y los sádicos ilítidos. Sin embargo, una cosa les impide ser la facción más peligrosa: los beholders están en una constante guerra civil xenofóbica por pureza genética.
Hay un gran número de variaciones de la raza beholder con algunas razas contando con cueros suaves y otras con placas quitinosas. Otras diferencias notables incluyen a tentáculos de ojos como serpientes o articulaciones en estos tentáculos como las de crustáceos. También hay otras variaciones menores como el tamaño del ojo central y el color de piel. Cada nación beholder se considera a sí misma como la verdadera raza beholder y ve a los otros beholders como copias feas que deben ser destruidas.
Los beholders solitarios en el espacio salvaje son por lo general refugiados que han sobrevivido un ataque que exterminó al resto de su nido o son parias que fueron expulsados por tener algún tipo de mutación. El más famoso de estos beholders es Large Luigi, quien trabaja de cantinero en la Roca de Bral.
Los Beholders utilizan un gran número de diferentes diseños de naves. Algunas de estas naves incluyen un ariete perforante pero otras no cuentan con armamento. Todas las naves beholder permiten a un circuito de beholders enfocar sus ojos en un rayo de 400 yardas de energía mágica. La fuente de energía de estas naves es la raza "orbus" ("orbii" en plural) de beholders, quienes son atrofiados, albinos y muy débiles en combate.

### Eberron
Los beholders fueron utilizados como artillería viviente durante la incursión de los Daelkyr, utilizando el terrible poder de sus ojos para destruir ejércitos enteros de trasgos. En Eberron, los beholders no se reproducen naturalmente y no han creado una cultura propia - son simplemente los sirvientes inmortales de los daelkyr. La mayoría continúa sirviendo a sus maestros, comandando puestos subterráneos de aberraciones o sirviendo como los líderes ocultos de varios Cultos del Dragón de Abajo. Otros llevan vidas solitarias, contemplando los misterios o estudiando el mundo. Estos beholders solitarios puede que manipulen comunidades de humanoides, pero sus acciones rara vez son el resultado de un deseo de poder personal.
Miembros de los Cultos del Dragón de Abajo creen que estas criaturas funcionan como los ojos de un poder superior. Algunos insisten que sirven a Belashyrra, un poderoso daelkyr que es conocido como el Señor de Ojos. Otros indican que los beholders son los ojos del mismo Xoriat - que aunque sirven al daelkyr, son conductos a un poder incluso más grande y más terrible que los manipuladores de la carne.

## Variaciones y familia
La información sobre las variaciones de Beholders y criaturas relacionadas ha sido publicada en las distintas ediciones de Dungeons & Dragons.
| Nombre          | Descripción |
| --------------- | --- |
| Elder Orb       | Una variación rara del beholder tradicional. Estas criaturas puede vivir mucho tiempo y son más poderosas que los beholders tradicionales. |
| Hive Mother     | Estos son incluso más raros que los elder orbs. Aunque su nombre implica un género femenino, estos beholders son de género neutral como los miembros típicos de su especie. Su nombre proviene más bien del hecho que pueden dominar mágicamente a otros beholders. |
| Death Tyrant    | Un Death Tyrant es un beholder muerto viviente que ha retenido parte de sus habilidades mágicas. |
| Death Kiss      | Los tentáculos de ojos de esta criatura son reemplazados con tentáculos que chupan sangre, y su cuerpo está agitado por una poderosa aura eléctrica. |
| Director        | Un director por lo general se encuentra viviendo en una comunidad que cuenta con una hive mother o un overseer. Tiene seis tentáculos con ojos y tres tentáculos con garras con los que agarra una rata de montura. |
| Eye of the deep | Un eye of the deep rarely pocas veces entra en conlficto con los true beholders, ya que esta variación acuática vive en el fondo del mar. Solo tiene dos tentáculosc on ojos, pero sus enormes tenazas lo hace un peligroso combatiente. |
| Eyeball         | Un eyeball (globo ocular) es un tipo de beholder pequeño con cuatro tentáculos de ojos; son populares en ciertos grupos de magos. |
| Gauth           | Un gauth es un tipo de beholder que consume magia al igual que carne. Un gauth tiene seis tentáculos de ojos (uno de los cuales es utilizado para chupar la energía de artículos) y cuatro zarcillos para comer. La característica más visible de un gauth es su ojo central (el cual afecta la mente del quien lo mira) que está rodeado de una hendidura de carne y muchos ojos pequeños utilizados para ver.                    |
| Gouger          | Los diez ojos tentaculares de un gouger no tienen ninguna propiedad mágica. Su ojo central contiene las propiedades anti-mágicas de los beholders reales, y cuatro pequeñas piernas cuelgan de la parte inferior de la criatura. La más espantosa de las características del beholder es su larga y punzante lengua, la cual está adaptada para neutralizar temporalmente los ojos tentaculares de otros beholders                 |
| Overseer        | El más peligroso de los beholders. Con un poder similar al de un hive mother, un overseer se parece a un árbol carnoso grande con tres bocas en su tronco y ojos en sus ramas. |
| Spectator       | Un spectator es un tipo de beholder con 4 ojos tentaculares. Tienen, en cierta manera, un temperamento calmado, y hasta se han conocido spectators que han formado amistades con otras criaturas, una característica que ningún otro miembro de la familia de los beholders tiene. |
| Umbrascarred    | Once a proud member of the infamous race of Eye Tyrants, these Beholders were captured by the Umbragen and immersed within the writhing pits of shadow. This cruel and vicious process warped their very flesh, amputating eyestalks and tearing out their central eye, and transforming them into feral beasts who no longer seek their own ends but instead tirelessly pursue the destruction of all that lives.[cita requerida] |

## Recepción
Un escritor de la revista Arcane describió al beholder de la siguiente manera: "11 ojos, paranoico, xenofóbico, con un gusto por animales vivos y mortal con la magia".
La revista Wizard incluyó al Beholder como el villano número 99 en su lista de los 100 más grandes villanos de todos los tiempos.
El beholder (gauth) fue clasificado como el sexto entre los diez monstruos de nivel medio por parte de los autores de Dungeons & Dragons For Dummies. Los autores describieron al beholder real como una criatura icónica del juego, "¿Que puede ser más fantástico que un ojo flotante gigante con pequeños ojos-tentáculos salíendole de la cabeza, los cuales todos disparan rayos mágicos?" Del gauth, los autores dijeron "su habilidad para infligir una impresionante variedad de daño en un grupo de héroes no tiene comparación... hasta que se enfrentan a un beholder real, claro."

## Curiosidades
- El Beholder ha aparecido en varias películas y programas de televisión:
  - Dos beholders se pueden ver velózmente en la película del año 2000 Dungeons & Dragons.
  - La serie de televisión de Dungeons & Dragons incluía un beholder en el episodio de 1983 Eye of the Beholder.
  - Un beholder también aparece en la película interactiva Scourge of Worlds: A Dungeons & Dragons Adventure.
  - El episodio de Futurama How Hermes Requisitioned His Groove Back incluye a un Beholder que es guardián de la Burocracia Central. Es un burócrata Grado 11 que ruega a la tripulación del Planet Express que no le diga a su supervisor que estaba durmiendo en el trabajo. Tiene otra aparición de cameo en Lethal Inspection, aún trabajando para la Burocracia Central.
- En el famosísimo videojuego Doom el Cacodemon (uno de los enemigos más comunes del juego) está basado en el Beholder.
- En el videojuego Castle Crashers aparece como una mascota oculta que se puede obtener dentro del juego.
- Aparece en como uno de los jefes en el videojuego Enter the Gungeon, con el nombre de Obserbalador o Beholster.

### Miniaturas de Dungeons and Dragons
- Un beholder es parte del D&D Miniatures: Deathknell set #32 (2005).

- El Beholder Eye Tyrant fue incluido como una figura al azar en el D&D Miniatures: Dangerous Delves (#5/40) (2009).

- El Beholder Ultimate Tyrant estuvo disponible como una pieza visible en el set Legendary Evils (#6/40) (2009).

## Más información
- Cagle, Eric. "Worshipers of the Forbidden." Dragon #296 (Paizo Publishing, 2002).
- Collins, Andy, Bruce R. Cordell, and Thomas M. Reid. Epic Level Handbook (Wizards of the Coast, 2002).
- Demokopoliss, Dougal. "The Ecology of the Spectator." Dragon #139 (TSR, 1988).
- Greenwood, Ed. "The Ecology of the Eye of the Deep." Dragon #93 (TSR, 1985).
- Mearls, Michael. "Eye Wares: Potent Powers of the Beholders." Dragon #313 (Paizo Publishing, 2003).
  - Mearls, Mike (27 de octubre de 2006). «Monster Makeover: The Beholder». Design & Development. Wizards of the Coast. Archivado desde el original el 11 de noviembre de 2006. Consultado el 16 de abril de 2007.

- Datos: Q667905
- Multimedia: Beholder (Dungeons & Dragons) / Q667905